# 土俵ガール!
『土俵ガール!』（どひょうガール）は毎日放送(MBS)制作で2010年7月より9月までTBS系列で放送されたテレビドラマ。

## 概要
元力士を父にもつモデルがひょんなことから廃部寸前の弱小相撲部でコーチをつとめることになり、部員たちと奮闘するスポ根コメディ。
佐々木希は本作が連続ドラマ初主演で、毎日放送の深夜ドラマ枠の作品では本作が初の女性主演作となる。また、当ドラマの放送を行う放送局数は本放送枠設立以来最多となる。
キャッチコピーは「恋より、どすこい。」。
初回を除く各回の最初に、前回のダイジェストが流れ、本編へ入る。レギュラーのキャラクターには毎回、軍配とその右側に役名が表示されていた。
2010年12月3日にDVD-BOXが発売された。

## キャスト

### レギュラー

#### 主人公
若林 光/KOH（わかばやし ひかり/コウ） - 佐々木希（幼少期：赤石那奈、少女期：大音真由美）
強に仕込まれ、ちびっこ相撲の横綱となったが、5年前に好きだった田中島に振られたのがきっかけでダイエットし、過去を封印して、一流のモデルを目指し「KOH」の名前でスーパーのチラシモデルをやっている。詠介の熱意を受け、注連縄高校相撲部のコーチを引き受けることに。相撲部員たちからは「親方」と呼ばれている。強同様に牛丼が好き。相撲の県大会とパリへの出発の日が重なったことを田中島に知られ、田中島がWORLDの社長・弘子に延期を申し込み、翌日にパリへ旅立つ。役名表示の色は、ピンク。

#### 注連縄高校
柳本 詠介（やなぎもと えいすけ） - 中村倫也（幼少期：杉山颯）
相撲部員。ちびっこ相撲で光の取組を見て以来、ずっと憧れている（ただし、光が女性だったことは知らなかった）。光にコーチを依頼する。役名表示の色は、青。
辻巻 花子 - 赤井沙希
相撲部マネージャーでやる気がなかったが、想いを寄せている詠介のために協力し、部員に転向。役名表示の色は、オレンジ。
広崎 祥一 - 古原靖久
学校一の不良で喧嘩っ早い。花子に何度も告白しているが相手にされず、花子に近づくために相撲部に入部。役名表示の色は、赤。
サトヤン・スタニスラス・ズドラフコフ - 安藤龍
ブルガリアからの留学生で剣道好き。相撲部に入部。役名表示の色は、緑。
太田 平次郎 - 西洋亮
卓球部員の補欠で他の部員にいじめられていたが、相撲部に転部。役名表示の色は、青。
池辺 成雄 - 秋元龍太朗
相撲部員だが、部室にも顔を出さない幽霊部員だった。学校一のナルシスト。役名表示の色は、赤。
田中島 悟（たなかじま さとる） - 忍成修吾
卓球部顧問。相撲部を目の敵にし、廃部させようとする。「田中島ファイナンス」の御曹司。高校時代、光からの告白を断った過去があり、当時とは別人になった光を見てもまったくわからなかったが、偶然光の肩に触れた瞬間、同一人物だと気づいてしまう。その後は話し方が敬語になり、光に告白したが、振られる。ラストで光がパリに行く代わりに、1年間臨時でコーチをする。役名表示の色は、赤。

#### その他
沙織 - 田島ゆみか
光の後輩モデル。詠介が光にコーチを依頼した時に、光の子供の頃の写真を偶然手に入れ、過去を知ってしまう。それ以来、写真を持ち歩いており、自分ではなく光がモデルに選ばれた時は光が出演できないように写真を見せびらかそうとして脅している。役名表示の色は、黄。
畑山 - かなやす慶行
スーパーのチラシのカメラマン。
牛田 ミカ - 上間美緒
強が通う牛丼店の店員。役名表示の色は、黄。
若林 強（わかばやし つよし） - 宇梶剛士
光の父親で元力士で相撲道場を経営している。連帯保証人となった友人が失踪したため、借金の返済と相撲道場の立ち退きを要求されるが、田中島が借金をチャラにする。牛丼が好き。役名表示の色は、ピンク。

### ゲスト
- 引ったくりの男 - 猪原伸浩（第1話）
- WORLD社長・弘子 - 花山佳子（第2・9・最終話）
- 綱取高校校長 - 貴乃花光司[3]（第3話）
- 黒川雅満 - 小柳心（第3・8・最終話）
- 「田中島ファイナンス」社員 - あかつ、黒石高大（第4話）
- 博美 - 堤坂笑加（第6話）
- 米倉 - 山﨑勝之（第6・7話）
- サトヤンの父 - Fabrice Boutonton（第7話）
- 薫(ケイコ) - 柳田衣里佳（第8話）
- ケイコ(薫) - 山本彩乃（第8話）
- 五十嵐 - 鈴之助（第9話）

## スタッフ
- 企画：吉田敬、志村彰（The icon）、竹園元（毎日放送）
- 脚本：鎌田智恵、守口悠介
- 演出：森雅弘（The icon）、水村秀雄、深迫康之
- 音楽：中島靖雄
- 相撲監修：貴乃花光司
- スタントコーディネイト：髙橋伸稔
- 技術協力：映広
- 照明協力：Kカンパニー
- 美術協力：舞クリエーション
- プロデューサー：黒岩利之、高橋史典（The icon）、関川友理（The icon）
- 制作：The icon
- 製作：「土俵ガール!」製作委員会（ワーナーミュージック・ジャパン、博報堂、TCエンタテインメント）、毎日放送

## テーマ曲
- 主題歌：コブクロ「いつまでも変わらぬ愛を」[4]
- 挿入歌：コブクロ『ALL COVERS BEST』収録曲より週替わりで起用[4]

## 放送リスト
| 話数   | 放送局 | 放送日        | サブタイトル              | 脚本     | 演出     | 挿入歌             |
| ------ | ------ | ------------- | ------------------------- | -------- | -------- | ------------------ |
| 第1話  | TBS    | 2010年7月13日 | 希×コブクロ奇跡コラボ     | 鎌田智恵 | 森雅弘   | 卒業写真           |
| 第1話  | MBS    | 2010年7月15日 | 希×コブクロ奇跡コラボ     | 鎌田智恵 | 森雅弘   | 卒業写真           |
| 第2話  | TBS    | 2010年7月20日 | コーチ役でがっぷり四つ    | 鎌田智恵 | 森雅弘   | I LOVE YOU         |
| 第2話  | MBS    | 2010年7月22日 | コーチ役でがっぷり四つ    | 鎌田智恵 | 森雅弘   | I LOVE YOU         |
| 第3話  | TBS    | 2010年7月27日 | 希×貴乃花                 | 守口悠介 | 森雅弘   | Pink Prisoner      |
| 第3話  | MBS    | 2010年7月29日 | 希×貴乃花                 | 守口悠介 | 森雅弘   | Pink Prisoner      |
| 第4話  | TBS    | 2010年8月3日  | 希×コブクロ強力コラボ     | 鎌田智恵 | 水村秀雄 | ANSWER             |
| 第4話  | MBS    | 2010年8月5日  | 希×コブクロ強力コラボ     | 鎌田智恵 | 水村秀雄 | ANSWER             |
| 第5話  | TBS    | 2010年8月10日 | 希×コブクロ強力コラボ     | 守口悠介 | 水村秀雄 | 気球に乗って       |
| 第5話  | MBS    | 2010年8月12日 | 希×コブクロ強力コラボ     | 守口悠介 | 水村秀雄 | 気球に乗って       |
| 第6話  | TBS    | 2010年8月17日 | 恋心乱れ舞い×コブクロ     | 鎌田智恵 | 水村秀雄 | Lovin' you         |
| 第6話  | MBS    | 2010年8月19日 | 恋心乱れ舞い×コブクロ     | 鎌田智恵 | 水村秀雄 | Lovin' you         |
| 第7話  | TBS    | 2010年8月24日 | 希×コブクロ初まわし!?     | 鎌田智恵 | 深迫康之 | しあわせのランプ   |
| 第7話  | MBS    | 2010年8月26日 | 希×コブクロ初まわし!?     | 鎌田智恵 | 深迫康之 | しあわせのランプ   |
| 第8話  | TBS    | 2010年8月31日 | 希×コブクロ（秘）初デート | 鎌田智恵 | 深迫康之 | 遠い恋のリフレイン |
| 第8話  | MBS    | 2010年9月2日  | 希×コブクロ（秘）初デート | 鎌田智恵 | 深迫康之 | 遠い恋のリフレイン |
| 第9話  | TBS    | 2010年9月7日  | 希×コブクロラスト2回      | 鎌田智恵 | 森雅弘   | もうひとつの土曜日 |
| 第9話  | MBS    | 2010年9月9日  | 希×コブクロラスト2回      | 鎌田智恵 | 森雅弘   | もうひとつの土曜日 |
| 最終話 | TBS    | 2010年9月14日 | 希×コブクロ涙の決戦       | 鎌田智恵 | 森雅弘   | 三日月             |
| 最終話 | MBS    | 2010年9月16日 | 希×コブクロ涙の決戦       | 鎌田智恵 | 森雅弘   | 三日月             |

## ネット局
| 放送地域       | 放送局                    | 放送期間                 | 放送日時                        | 備考                   |
| -------------- | ------------------------- | ------------------------ | ------------------------------- | ---------------------- |
| 関東広域圏     | TBSテレビ（TBS）          | 2010年7月13日 - 9月14日  | 火曜 24時55分 - 25時25分        | 制作局より2日先行      |
| 近畿広域圏     | 毎日放送（MBS）           | 2010年7月15日 - 9月16日  | 木曜 24時50分 - 25時20分        | 制作局                 |
| 岩手県         | IBC岩手放送               | 2010年7月15日 - 9月16日  | 木曜 24時50分 - 25時20分        | 同時ネット             |
| 岡山県・香川県 | 山陽放送（RSK）           | 2010年7月15日 - 9月16日  | 木曜 24時50分 - 25時20分        | 同時ネット             |
| 広島県         | 中国放送（RCC）           | 2010年7月15日 - 9月16日  | 木曜 25時20分 - 25時50分        | 制作局より同日時刻遅れ |
| 北海道         | 北海道放送（HBC）         | 2010年7月18日 - 9月26日  | 日曜 24時56分 - 25時28分        | 制作局より10日遅れ     |
| 熊本県         | 熊本放送（RKK）           | 2010年7月19日 - 9月20日  | 月曜 24時55分 - 25時25分        | 制作局より4日遅れ      |
| 高知県         | テレビ高知（KUTV）        | 2010年7月20日 - 9月21日  | 火曜 23時50分 - 24時20分        | 制作局より5日遅れ      |
| 鹿児島県       | 南日本放送（MBC）         | 2010年7月20日 - 9月21日  | 火曜 24時40分 - 25時10分        | 制作局より5日遅れ      |
| 静岡県         | 静岡放送（SBS）           | 2010年7月22日 - 9月23日  | 木曜 25時00分 - 25時30分        | 制作局より7日遅れ      |
| 愛媛県         | あいテレビ（ITV）         | 2010年7月23日 - 9月24日  | 金曜 25時25分 - 25時55分        | 制作局より8日遅れ      |
| 大分県         | 大分放送（OBS）           | 2010年7月23日 - 9月24日  | 金曜 25時20分 - 25時50分        | 制作局より8日遅れ      |
| 長崎県         | 長崎放送（NBC）           | 2010年7月27日 - 9月28日  | 火曜 24時45分 - 25時15分        | 制作局より12日遅れ     |
| 石川県         | 北陸放送（MRO）           | 2010年7月28日 - 10月5日  | 水曜 25時25分 - 25時55分        | 制作局より13日遅れ     |
| 富山県         | チューリップテレビ（TUT） | 2010年8月1日 - 9月26日   | 日曜 25時45分 - 26時15分        | 制作局より10日遅れ     |
| 中京広域圏     | 中部日本放送（CBC）       | 2010年8月3日 - 10月19日  | 火曜 24時20分 - 24時50分        | 制作局より33日遅れ     |
| 山梨県         | テレビ山梨（UTY）         | 2010年8月31日 - 9月21日  | 月曜 - 木曜 16時20分 - 16時50分 |                        |
| 宮崎県         | 宮崎放送（MRT）           | 2010年9月2日 - 9月30日   | 木曜 23時55分 - 24時55分        | 2話連続                |
| 福島県         | テレビユー福島（TUF）     | 2010年9月3日 - 11月5日   | 金曜 24時20分 - 24時50分        |                        |
| 宮城県         | 東北放送（TBC）           | 2010年10月8日 - 12月10日 | 金曜 24時20分 - 24時50分        |                        |
| 長野県         | 信越放送（SBC）           | 2011年4月4日 - 6月13日   | 月曜 24時45分 - 25時15分        |                        |
| 沖縄県         | 琉球放送（RBC）           | 2012年3月5日 - 3月20日   | 月曜 - 木曜 26時00分 - 26時30分 |                        |

- 北海道放送（HBC）では、2016年8月16日より 月曜-木曜 10:30-11:00にて再放送される。